# Іст-Проспект (Пенсільванія)
Іст-Проспект (англ. East Prospect) — місто (англ. borough) в США, в окрузі Йорк штату Пенсільванія. Населення — 934 особи (2020).

## Географія
Іст-Проспект розташований за координатами 39°58′16″ пн. ш. 76°31′17″ зх. д. / 39.97111° пн. ш. 76.52139° зх. д. (39.971010, -76.521399).  За даними Бюро перепису населення США в 2010 році місто мало площу 0,83 км², уся площа — суходіл.

## Демографія
Згідно з переписом 2010 року, у селищі мешкало 905 осіб у 318 домогосподарствах у складі 242 родин. Густота населення становила 1094 особи/км².  Було 333 помешкання (403/км²).
Расовий склад населення:
| - 96,7 % — білих - 1,2 % — чорних або афроамериканців - 0,2 % — азіатів |

До двох чи більше рас належало 1,4 %. Частка іспаномовних становила 2,5 % від усіх жителів.
За віковим діапазоном населення розподілялося таким чином: 29,5 % — особи молодші 18 років, 60,4 % — особи у віці 18—64 років, 10,1 % — особи у віці 65 років та старші. Медіана віку мешканця становила 34,5 року. На 100 осіб жіночої статі у селищі припадало 92,6 чоловіків;  на 100 жінок у віці від 18 років та старших — 93,3 чоловіків також старших 18 років.
Середній дохід на одне домашнє господарство  становив 58 917 доларів США (медіана — 52 813), а середній дохід на одну сім'ю — 61 285 доларів (медіана — 63 250). Медіана доходів становила 42 198 доларів для чоловіків та 36 121 долар для жінок. За межею бідності перебувало 16,0 % осіб, у тому числі 32,6 % дітей у віці до 18 років та 0,0 % осіб у віці 65 років та старших.
Цивільне працевлаштоване населення становило 538 осіб. Основні галузі зайнятості: виробництво — 21,6 %, освіта, охорона здоров'я та соціальна допомога — 20,6 %, роздрібна торгівля — 13,8 %, фінанси, страхування та нерухомість — 9,7 %.